# Unterkaka
Unterkaka este o comună din landul Saxonia-Anhalt, Germania.